# اسلام‌قلعه (شهر)
اسلام قلعه (به پشتو: اسلام کلا) شهرکی در ولسوالی کهسان در شرقی ولایت هرات افغانستان واقع در نقطه صفر مرزی افغانستان با این شهرک گمرک فعالی دارد و بازرگانی و رفت‌وآمد زیادی در آن صورت می‌گیرد. این گمرک که با نام بندر اسلام قلعه شناخته می‌شود در جوار گمرک دوقارون در هرات دارد.
اسلام قلعه دارای یک شفاخانه یا بیمارستان دولتی و چندین بیمارستان شخصی نیز دارد
اسلام قلعه  شهرک‌ها و روستاهایی که در اطراف آن قرار دارند تحت امر ولسوالی کهسان می‌باشند.
اسلام قلعه دارای یک مسجد جامع بزرگ است، که از دوره قبلی امارت اسلامی توسط ملا برادر ساخته شده بود.
و اسلام قلعه همچنین یک پارک تفریحی که توسط درخت های کاج و سرو و….. پوشیده و‌ سبز شده ولی متأسفانه رسیدگی زیادی نسبت به پارک اسلام قلعه نمی شود . 
اسلام قلعه چند مکان تاریخی هم دارد که از جمله می شود به تپه راه دار اشاره کرد.

## مردم‌شناسی
مردمان شهر اسلام قلعه تاجیک، اهل تسنن و حنفی مذهب می‌باشند.

## رویدادهای تاریخی

### نبردهای تاریخی
نبرد کافر قلعه در دوران نادرشاه نبردی بود که در بهار سال ۱۱۴۱ هجری (از ۴ مه تا ۱ ژوئیه ۱۷۲۹ میلادی) بین نادر و افغان‌های ابدالی روی داد. در این نبرد که در نزدیکی کافرقلعه و کوسویه به وقوع پیوست نادر توانست چندین شکست سخت به نیروهای افغان‌ها وارد کند.
این شهر محل پیروزی مهم در برابر قاجاریان بوده‌است. در سال ۱۸۱۸ جنگی میان قاجاریان ایران و نیروهای امپراتوری درانی افغانستان رخ داد. و قاجاریان در این جنگ شکست خوردند.

### آتش‌سوزی گسترده اسلام قلعه
در روز ۲۵ بهمن ۱۳۹۹ آتش‌سوزی گسترده‌ای در گمرک مرزی اسلام قلعه در مرز میان ایران و افغانستان رخ داد این آتش‌سوزی در پی انفجار تانکرهای حامل نفت و گاز اتفاق افتاد سید عبدالوحید قتالی والی هرات برای مهار آتش با استاندار خراسان رضوی تماس گرفته و درخواست کمک برای اطفای حریق را کرد استاندار خراسان رضوی ابتدا از شهرهای اطراف نیروهایی برای کمک اعزام کرد و پس از آن نیز امداد هوایی از تهران برای کمک به منطقه حادثه دیده، اعزام و آتش مهار شد.

### سقوط شهر و پیشروی طالبان
در سپیده دم ۹ ژوئیه ۲۰۲۱ ستیزه‌جویان طالبان این شهر را که بزرگترین گذرگاه مرزی میان ایران و افغانستان است، به تصرف خود درآوردند که مولوی شهامت در راس آن بود
.

## آب‌وهوا
جدول آب‌وهوای «اسلام قلعه» در گذر یک سال. میانگین بارش سالانه ۲۲۵ میلی لیتر است.
| داده‌های اقلیم Islam Qala | داده‌های اقلیم Islam Qala | داده‌های اقلیم Islam Qala | داده‌های اقلیم Islam Qala | داده‌های اقلیم Islam Qala | داده‌های اقلیم Islam Qala | داده‌های اقلیم Islam Qala | داده‌های اقلیم Islam Qala | داده‌های اقلیم Islam Qala | داده‌های اقلیم Islam Qala | داده‌های اقلیم Islam Qala | داده‌های اقلیم Islam Qala | داده‌های اقلیم Islam Qala | داده‌های اقلیم Islam Qala |
| ماه                      | ژانویه                   | فوریه                    | مارس                     | آوریل                    | مه                       | ژوئن                     | ژوئیه                    | اوت                      | سپتامبر                  | اکتبر                    | نوامبر                   | دسامبر                   | سال                      |
| ------------------------ | ------------------------ | ------------------------ | ------------------------ | ------------------------ | ------------------------ | ------------------------ | ------------------------ | ------------------------ | ------------------------ | ------------------------ | ------------------------ | ------------------------ | ------------------------ |
| میانگین بیش‌ترین °C (°F)  | ۱۱٫۹ (۵۳)                | ۱۴٫۴ (۵۸)                | ۱۹٫۰ (۶۶)                | ۲۳٫۹ (۷۵)                | ۳۰٫۵ (۸۷)                | ۳۵٫۹ (۹۷)                | ۳۷٫۳ (۹۹)                | ۳۶٫۴ (۹۸)                | ۳۲٫۲ (۹۰)                | ۲۶٫۶ (۸۰)                | ۱۸٫۸ (۶۶)                | ۱۳٫۵ (۵۶)                | ۲۵٫۰۳ (۷۷٫۱)             |
| میانگین روزانه °C (°F)   | ۵٫۵ (۴۲)                 | ۷٫۶ (۴۶)                 | ۱۲٫۱ (۵۴)                | ۱۶٫۵ (۶۲)                | ۲۲٫۲ (۷۲)                | ۲۷٫۴ (۸۱)                | ۲۹٫۵ (۸۵)                | ۲۸٫۲ (۸۳)                | ۲۳٫۵ (۷۴)                | ۱۷٫۶ (۶۴)                | ۱۰٫۷ (۵۱)                | ۶٫۶ (۴۴)                 | ۱۷٫۲۸ (۶۳٫۲)             |
| میانگین کم‌ترین °C (°F)   | −۰٫۹ (۳۰)                | ۱٫۲ (۳۴)                 | ۵٫۲ (۴۱)                 | ۹٫۲ (۴۹)                 | ۱۴٫۰ (۵۷)                | ۱۹٫۰ (۶۶)                | ۲۱٫۸ (۷۱)                | ۲۰٫۱ (۶۸)                | ۱۴٫۶ (۵۸)                | ۸٫۶ (۴۷)                 | ۲٫۷ (۳۷)                 | −۰٫۳ (۳۱)                | ۹٫۶ (۴۹٫۱)               |
| منبع: Climate-Data.org   |                          |                          |                          |                          |                          |                          |                          |                          |                          |                          |                          |                          |                          |

## نگارخانه

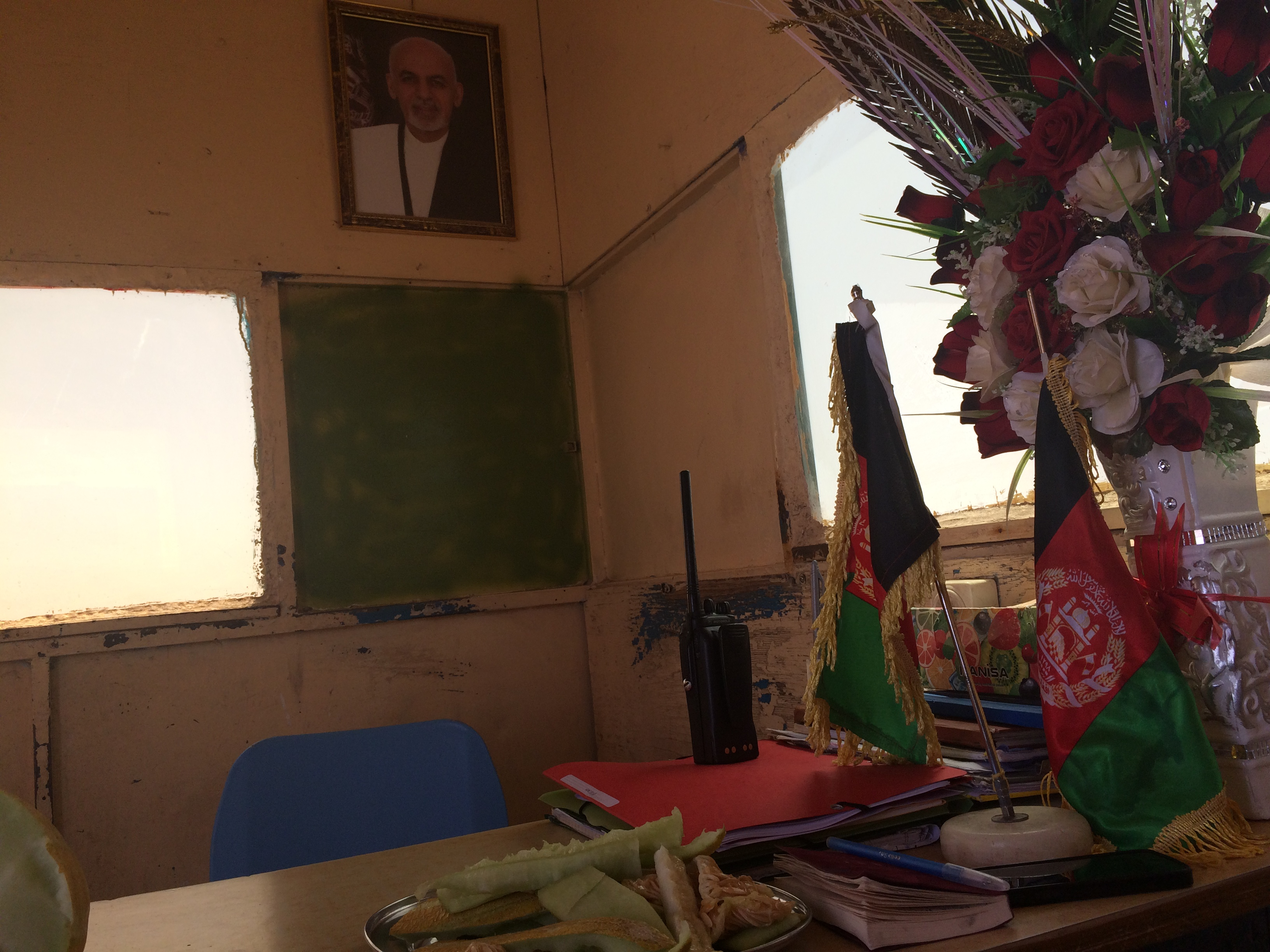
ایست بازرسی گمرک افغانستان

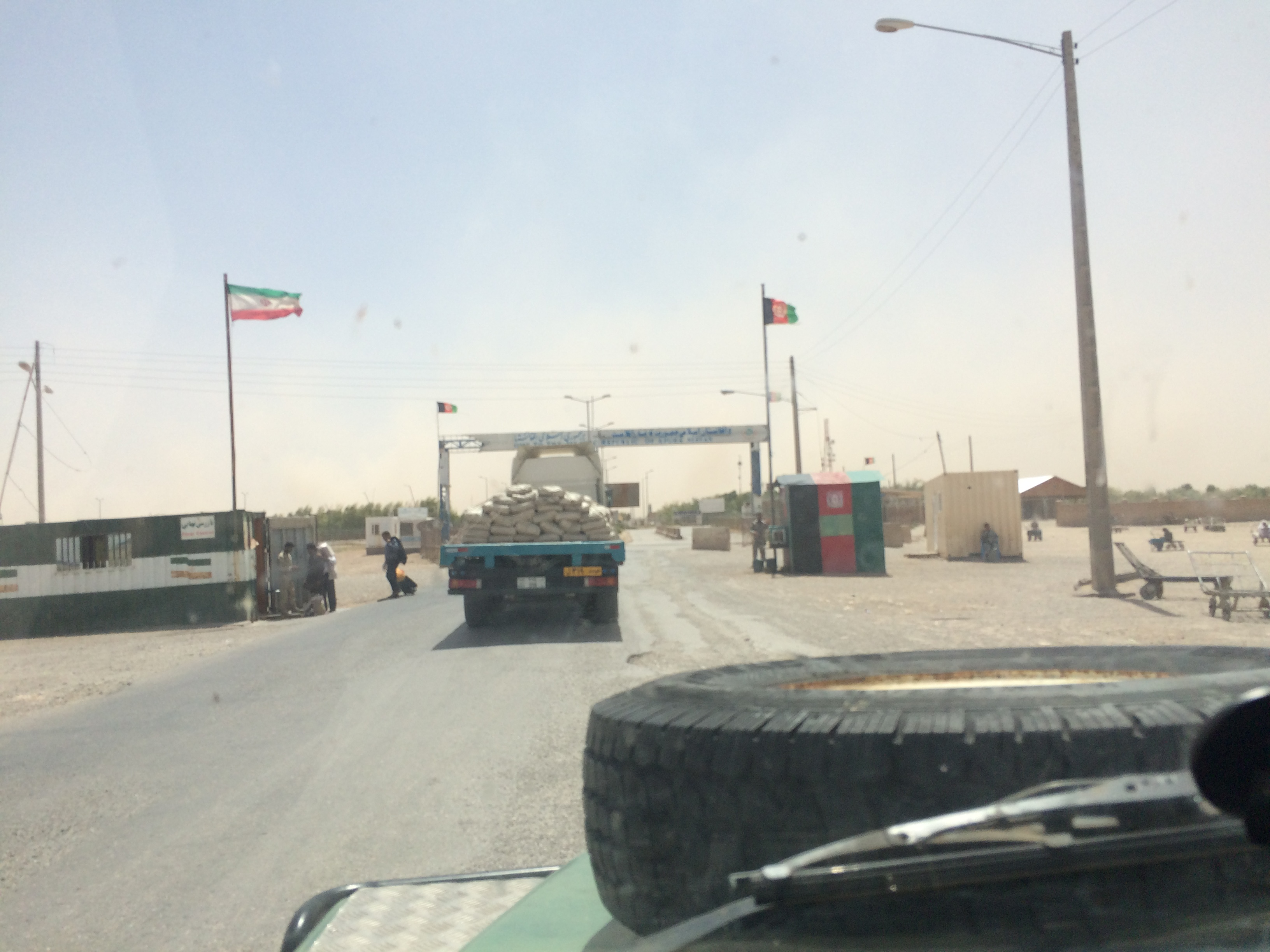
دوازده ورودی به گمرک اسلام قلعه از سمت ایران